# Route 269 (Québec)
Pour les articles homonymes, voir Route 269.
La route 269 (R-269) est une route régionale québécoise d'orientation nord / sud située sur la rive sud du fleuve Saint-Laurent. Elle dessert la région administrative de Chaudière-Appalaches.

## Tracé
L'extrémité sud de la route 269 se situe à Saint-Théophile, sur la route 173, tout près de la frontière américaine. Son extrémité nord est située à Saint-Gilles sur la route 116. Sur son chemin, elle traverse plusieurs petits villages de la Beauce et passe par Thetford Mines.

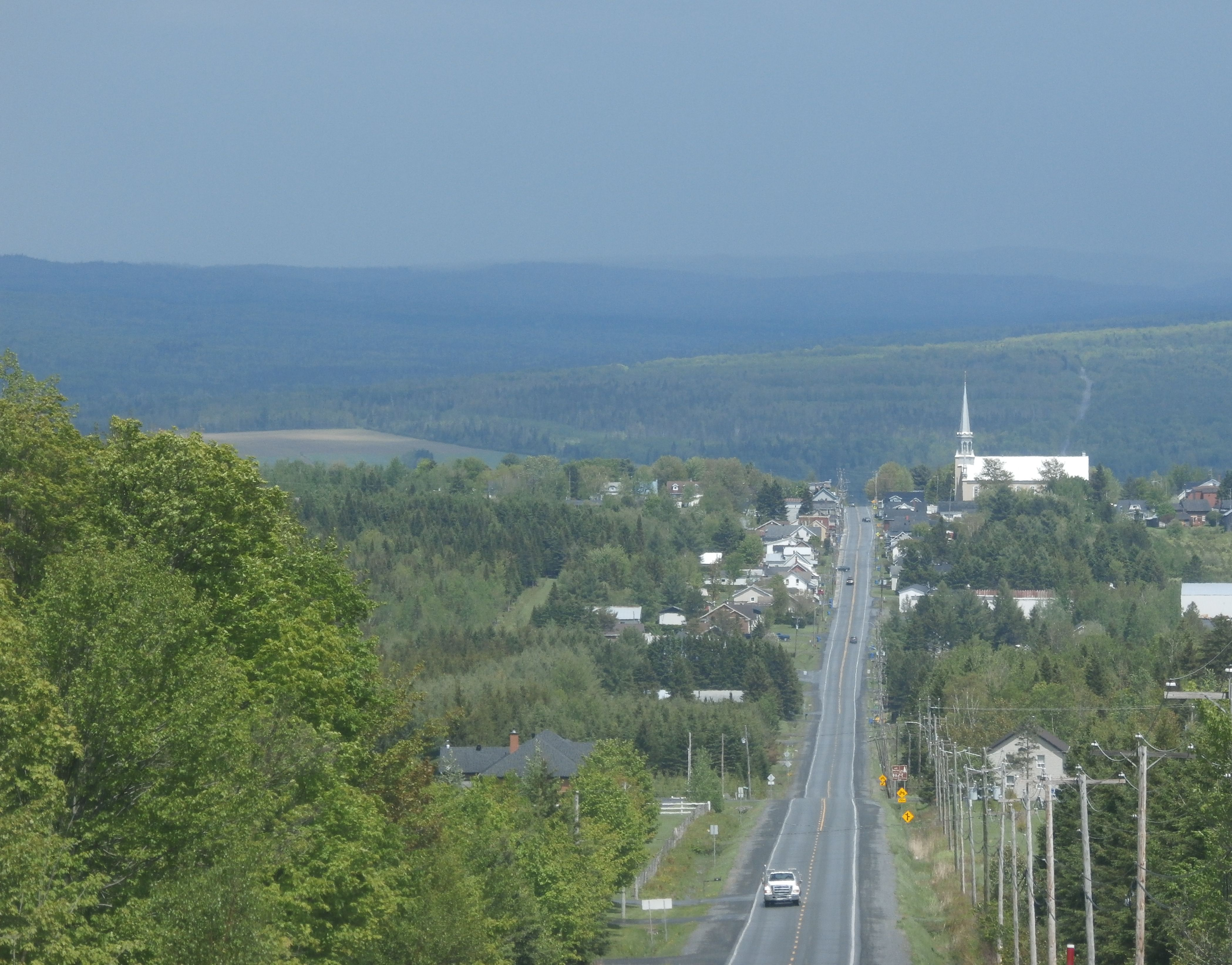
La route 269 entre Saint-Gédéon et Saint-Théophile.
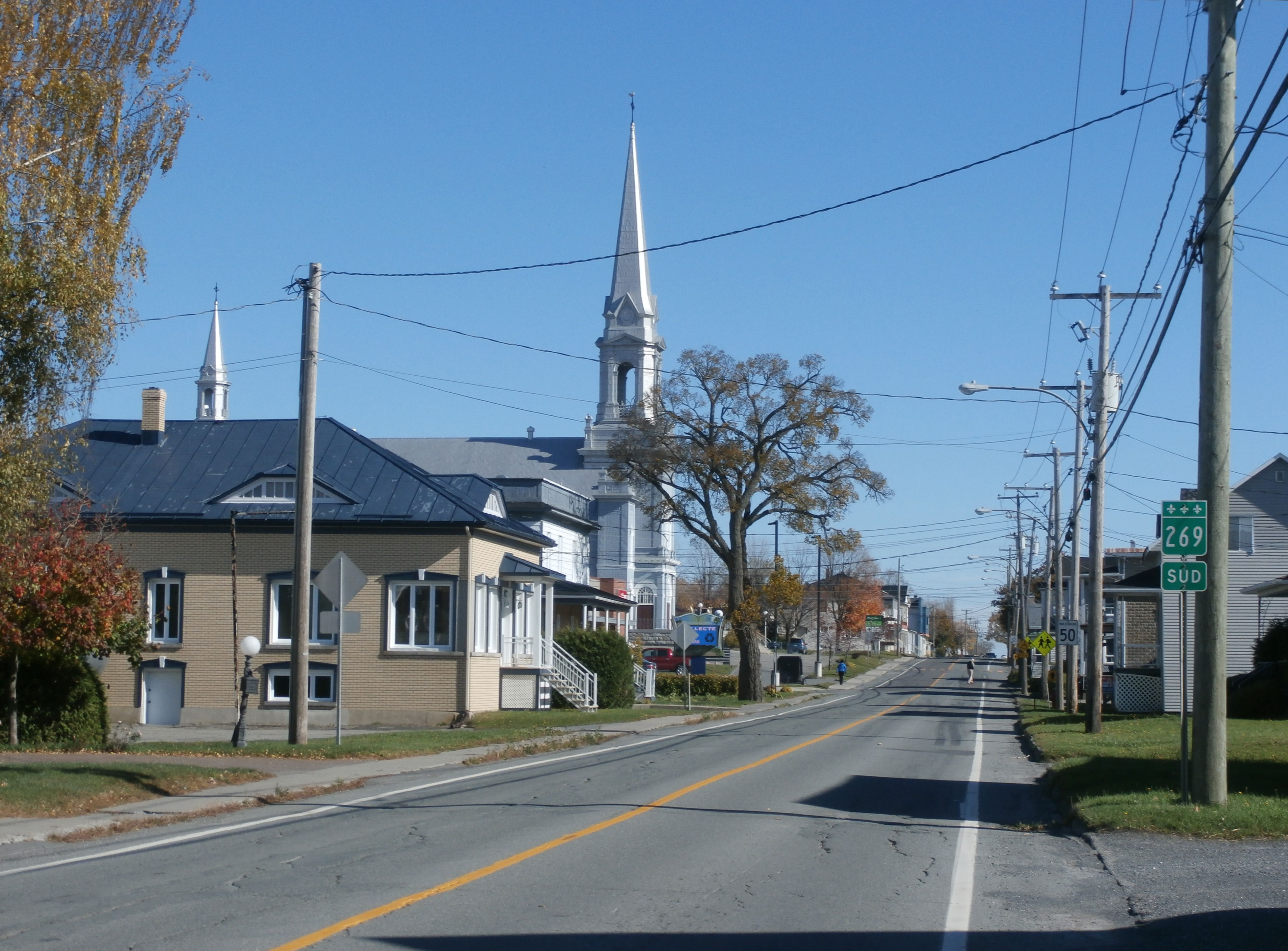
La route 269 dans le village de Saint-Honoré-de-Shenley.
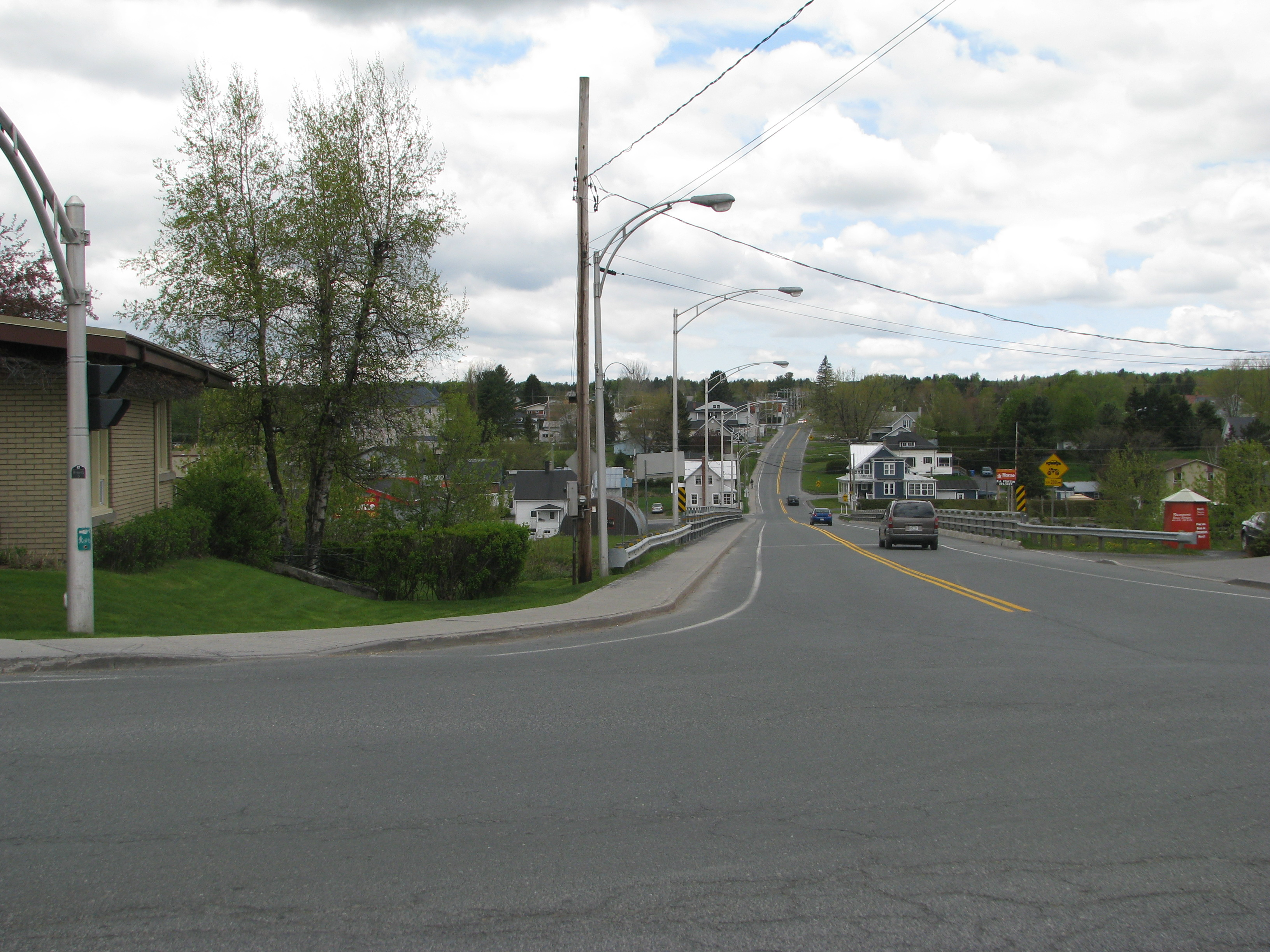
L'avenue du Pont (route 269) à Saint-Martin.
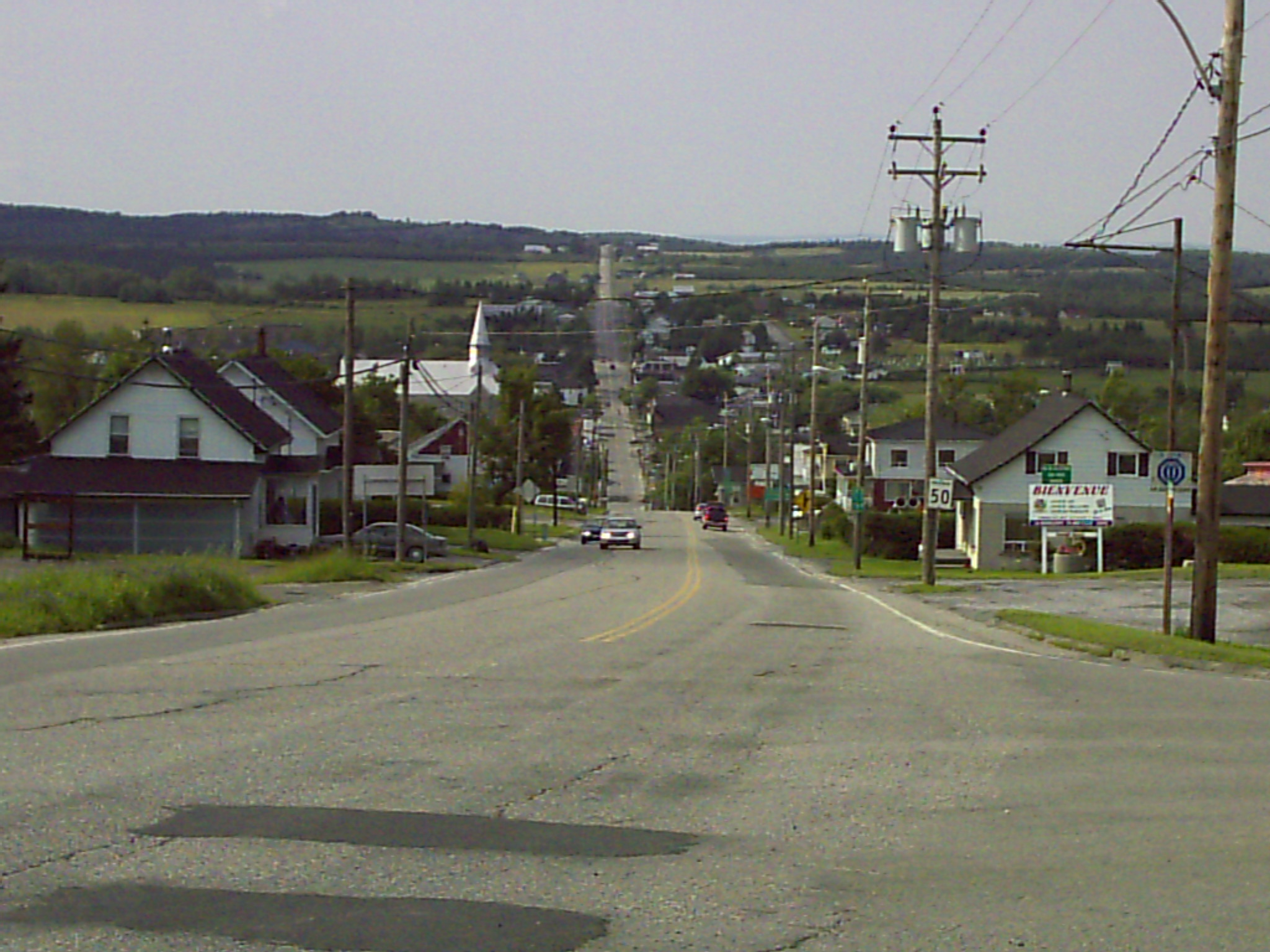
Les routes 108 et 269 à La Guadeloupe.
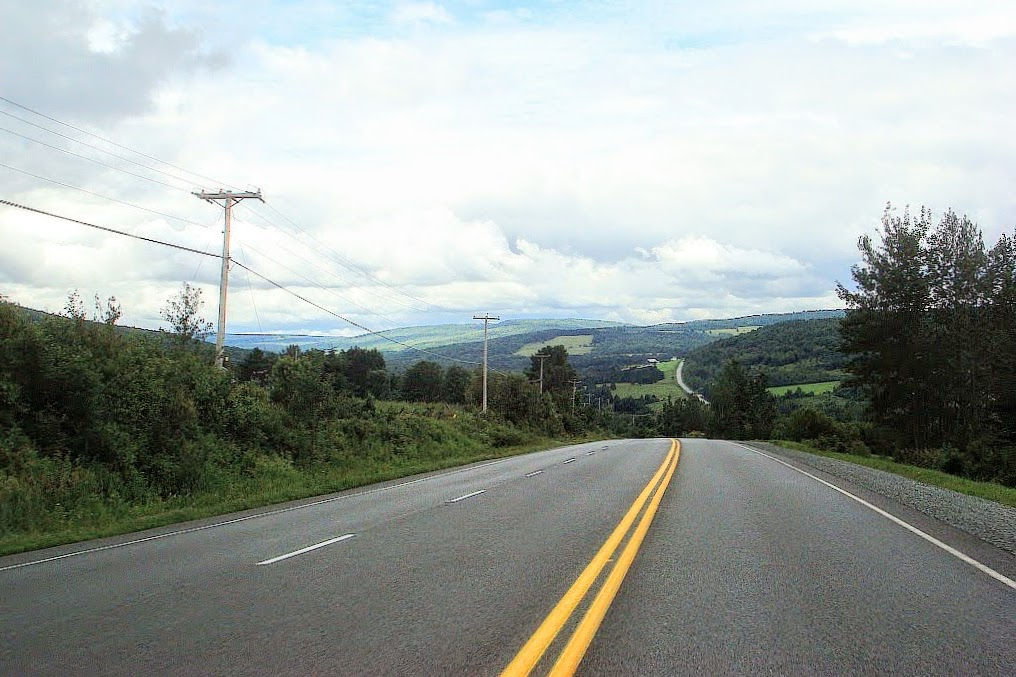
Les routes 216 et 269 traversent la vallée de la rivière Osgood à Saint-Jacques-de-Leeds.
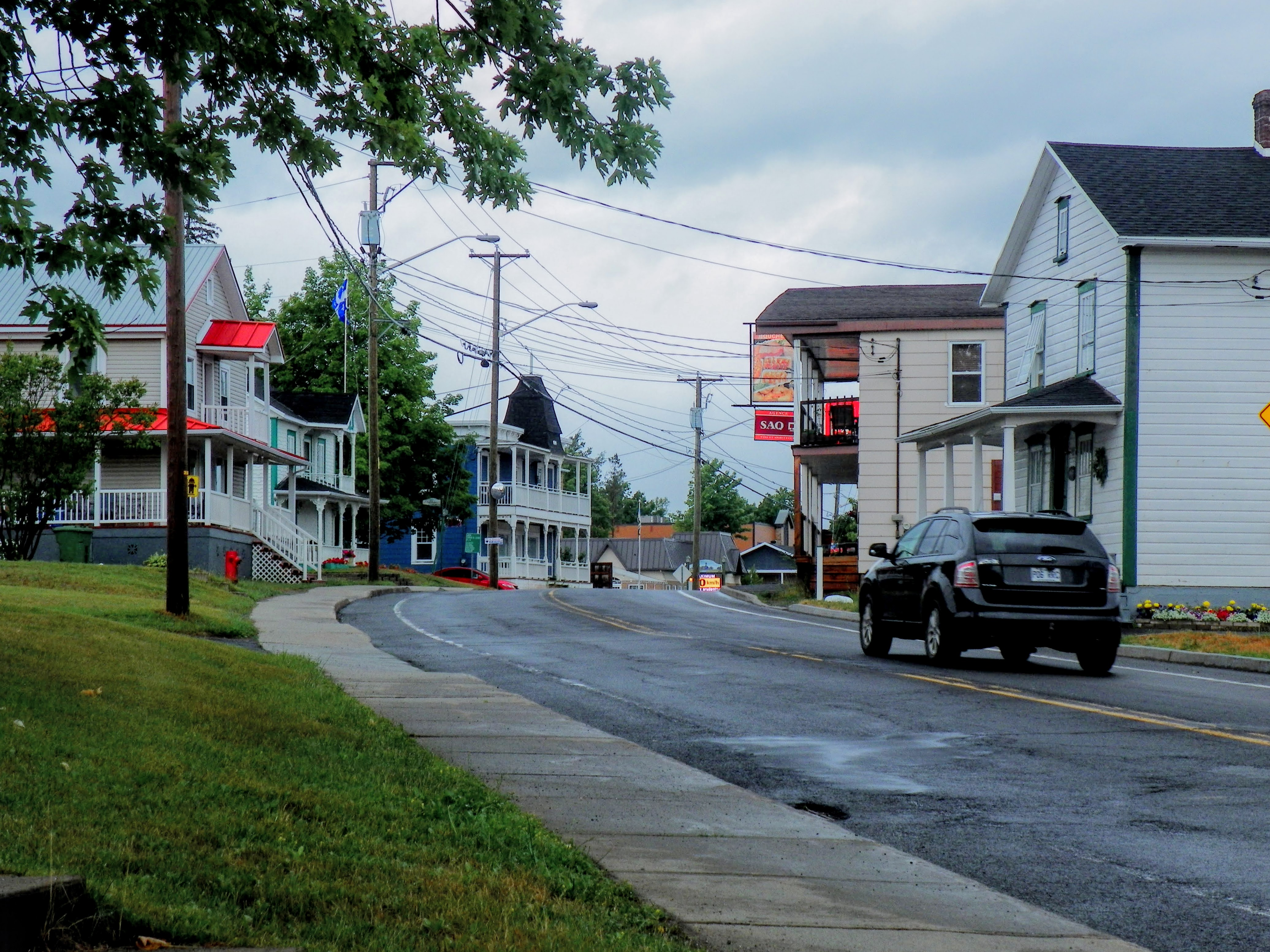
Rue principale (routes 218 et 269) à Saint-Gilles.

## Localités traversées (du sud au nord)
Liste des municipalités dont le territoire est traversé par la route 269, regroupées par municipalité régionale de comté.

### Chaudière-Appalaches
Beauce-Sartigan
- Saint-Théophile
- Saint-Gédéon-de-Beauce
- Saint-Martin
- Saint-Honoré-de-Shenley
- La Guadeloupe
- Saint-Éphrem-de-Beauce

Les Appalaches
- Adstock
- Thetford Mines
- Kinnear's Mills
- Saint-Jacques-de-Leeds

Lotbinière
- Saint-Sylvestre
- Saint-Patrice-de-Beaurivage
- Saint-Gilles

## Intersections majeures
| MRC                                           | Municipalité           | km     | Destinations                                              | Notes                                                                                      |
| --------------------------------------------- | ---------------------- | ------ | --------------------------------------------------------- | ------------------------------------------------------------------------------------------ |
| Beauce-Sartigan                               | Saint-Théophile        | 0,00   | R-173 – Saint-Côme–Linière, Saint-Georges, Maine (USA)    |                                                                                            |
| Beauce-Sartigan                               | Saint-Gédéon-de-Beauce | 16,00  | R-204 ouest – Saint-Gédéon-de-Beauce, Lac-Mégantic        | Terminus sud du multiplex avec la R-204                                                    |
| Beauce-Sartigan                               | Saint-Martin           | 24,90  | R-204 est – Saint-Georges                                 | Terminus nord du multiplex avec la R-204                                                   |
| Beauce-Sartigan                               | La Guadeloupe          | 46,70  | R-108 ouest – Sherbrooke                                  | Terminus sud du multiplex avec la R-108                                                    |
| Beauce-Sartigan                               | La Guadeloupe          | 52,10  | R-108 est – Beauceville, Saint-Éphrem                     | Terminus nord du multiplex avec la R-108                                                   |
| Les Appalaches                                | Adstock                | 63,40  | R-267 nord – Saint-Daniel                                 | Terminus sud de la R-267                                                                   |
| Les Appalaches                                | Thetford Mines         | 78,90  | R-112 est – Québec                                        | Terminus sud du multiplex avec la R-112                                                    |
| Les Appalaches                                | Thetford Mines         | 80,50  | R-112 ouest – Thetford Mines (Centre-ville)               | Terminus nord du multiplex avec la R-112                                                   |
| Les Appalaches                                | Saint-Jacques-de-Leeds | 100,60 | R-216 ouest – Saint-Jean-de-Brébeuf                       | Terminus sud du multiplex avec la R-216                                                    |
| Les Appalaches                                | Saint-Jacques-de-Leeds | 104,20 | R-271 sud – Saint-Pierre-de-Broughton, East Broughton     | Terminus sud du multiplex avec la R-271; East Broughton indiqué en direction sud seulement |
| Les Appalaches                                | Saint-Jacques-de-Leeds | 109,00 | R-271 nord – Laurier-Station, Sainte-Agathe-de-Lotbinière | Terminus nord du multiplex avec la R-271; Laurier-Station en direction nord seulement      |
| Les Appalaches                                | Saint-Jacques-de-Leeds | 110,20 | R-216 est – Saint-Sylvestre                               | Terminus nord du multiplex avec la R-216                                                   |
| Lotbinière                                    | Saint-Gilles           | 129,40 | R-218 ouest – Sainte-Agathe-de-Lotbinière                 | Terminus sud du multiplex avec la R-218                                                    |
| Lotbinière                                    | Saint-Gilles           | 133,60 | R-218 est – Saint-Lambert-de-Lauzon                       | Terminus nord du multiplex avec la R-218                                                   |
| Lotbinière                                    | Saint-Gilles           | 135,50 | R-273 nord – Saint-Agapit, Saint-Apollinaire              | Terminus sud de la R-273; indications en direction nord seulement                          |
| Lotbinière                                    | Saint-Gilles           | 143,00 | R-116 – Saint-Agapit                                      | Indications en direction sud seulement; le trajet de la R-269 devient la R-116 est         |
| - Terminus de multiplex - Transition de route |                        |        |                                                           |                                                                                            |